# Jane Rhodes

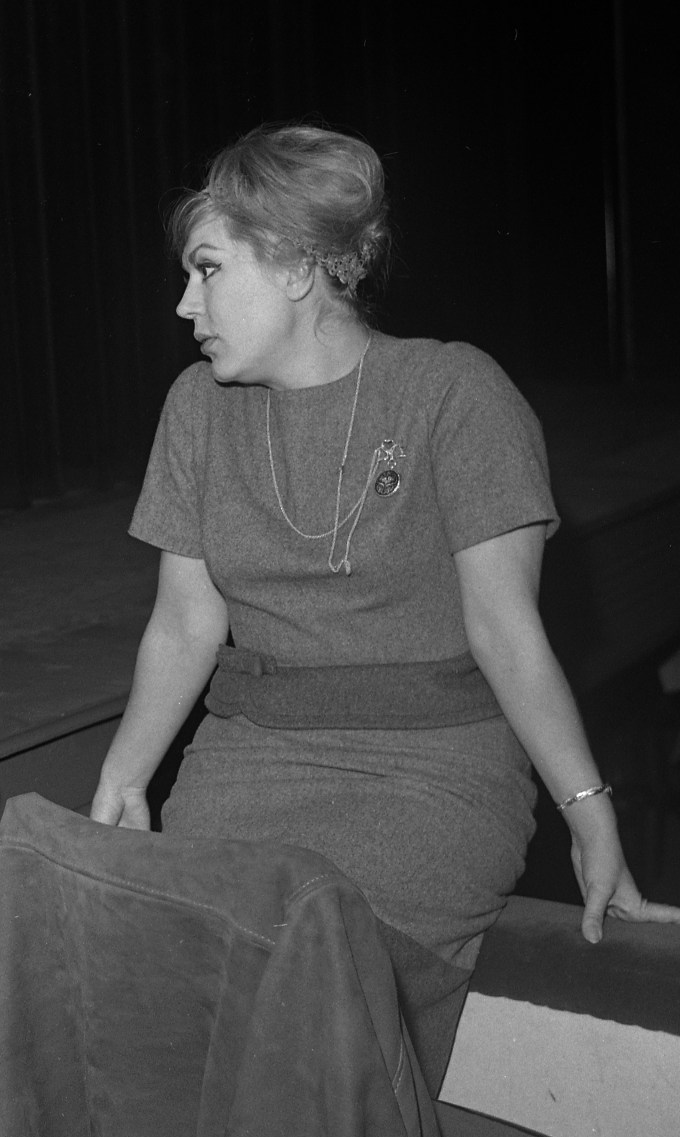
Jane Rhodes (1962)

Jane Rhodes (* 13. März 1929 in Paris; † 7. Mai 2011 in Neuilly-sur-Seine) war eine französische Opernsängerin (Sopran und Mezzosopran).

## Leben
Rhodes studierte Gesang am Pariser Konservatorium (Conservatoire national supérieur de musique et de danse de Paris) in der Gesangsklasse von Mathilde Watto; außerdem erhielt sie Schauspielunterricht bei dem Bühnen- und Filmschauspieler Pierre Renoir. Sie sang zunächst als Chorsängerin im Chor des Théâtre du Châtelet in Paris.
1953 gab sie am Opernhaus von Nantes ihr Bühnendebüt als Solistin mit der Rolle der Marguerite in Fausts Verdammnis. Im November 1954 sang sie in Paris in der konzertanten Uraufführung der Oper Der feurige Engel von Sergej Prokofjew die Rolle der Renata. Im Februar 1956 sang sie am Grand Théâtre in Nancy die Rolle der Isadora in der Uraufführung der Oper Le Fou von Marcel Landowski; im Januar 1957 folgte dort die Rolle der Morgane in der Uraufführung der Oper Le Chevalier de Neige von Georges Delerue.
1958 sang Rhodes die Titelrolle in der Oper Tosca an der Pariser Opéra-Comique. Im Januar 1958 trat Rhodes erstmals an der Grand Opéra Paris auf; sie debütierte dort mit der Marguerite in Fausts Verdammnis. Weitere Rollen an der Pariser Oper waren die Titelrolle in Salome (Oktober/November 1958; März 1959, Palais Garnier) und die Prinzessin Eboli in Don Carlos (Juni, September/Oktober 1967, Palais Garnier). Im November 1959 sang sie dort erstmals die Titelrolle in der Oper Carmen in einer Inszenierung des belgischen Schauspielers und Regisseurs Raymond Rouleau und unter der musikalischen Leitung des französisch-italienischen Dirigenten Roberto Benzi. Die Carmen gehörte fortan zu Rhodes’ besonderen Glanzrollen. Große Erfolge hatte sie an der Grand Opéra später nochmals 1974 in der Rolle der Kundry in Richard Wagners Bühnenweihfestspiel Parsifal in einer Inszenierung von August Everding; ihre Partner waren René Kollo und Hans Sotin.
Im Oktober 1960 sang sie an der Pariser Opéra-Comique die Isabelle in der szenischen Uraufführung der Oper Les adieux von Marcel Landowski; Landowski hatte diese Rolle eigens für Rhodes geschrieben und ihr die Oper auch gewidmet. 1968 folgten dort noch die Rolle der Frau in dem Monodrama La voix humaine von Francis Poulenc und die Rolle der Concepción in dem Einakter Die spanische Stunde. Rhodes sang in Frankreich außerdem beim Festival d’Aix-en-Provence (Juli 1961 und 1964 als Poppea in Die Krönung der Poppea; 1978 als Dido in Dido and Aeneas), am Opernhaus von Nizza (1966/1967 als Carmen), am Opernhaus von Marseille (1972 als Concepción), an der Opéra de Monaco (1972 als Carmen; 1974 als Charlotte in Werther), am Théâtre de Paris und am Opernhaus von Bordeaux (1976 als Concepción). 1970 übernahm sie nochmals die Rolle der Marguerite in einer Produktion von Maurice Béjart im Palais des Sports de Paris.
Seit 1960 gastierte sie auch außerhalb Frankreichs. Sie sang an der Metropolitan Opera in New York (Debüt: im November 1960 als Carmen; Februar/März 1962 dort auch Salome in deutscher Sprache), am Teatro Colón in Buenos Aires (Mai/Juni 1961, als Carmen und Marguerite), in Japan (Tournee 1961, als Carmen) und am Théâtre Royal de la Monnaie in Brüssel (1971).
Rhodes war auch eine geschätzte Interpretin in den Operetten von Jacques Offenbach. Sie sang unter anderem die Titelrollen in den Operetten Die schöne Helena, La Périchole, Die Großherzogin von Gerolstein und die Metella in Pariser Leben. Ab 1969 sang sie Titelrolle in La Périchole am Théâtre de Paris in über 400 Vorstellungen. In Brüssel gastierte sie 1971 in der Titelrolle von La Périchole. Die Metella sang sie unter anderem 1976 Opernhaus von Toulouse und 1985 am Théâtre du Châtelet.
Seit Ende der 1970er Jahre trat Rhodes hauptsächlich als Liedsängerin auf. Ihre Liederabende setzte sie bis in die 1980er und 1990er Jahre fort. Schwerpunkte ihres Repertoires waren französische Komponisten wie Henri Duparc, Claude Debussy, Gabriel Fauré, Darius Milhaud, Maurice Ravel und Francis Poulenc; im Bereich des deutschen Kunstliedes sang Rhodes mehrfach Lieder von Johannes Brahms.
Rhodes betätigte sich auch als Schauspielerin. Sie wirkte in zwei Opernfilmen mit: 1961 in Fausts Verdammnis und 1962 in The Drama of Carmen unter der musikalischen Leitung von Leonard Bernstein. 1976 war sie in dem französischen Fernsehfilm Un mari, c'est un mari von Serge Friedman zu sehen. In dieser Filmkomödie verkörperte Rhodes die Rolle der Operndiva La Sangria.

## Auszeichnungen
In Anerkennung ihrer künstlerischen Verdienste wurde Rhodes zum Chevalier des Ordre National du Mérite und zum Commandeur des Arts et Lettres ernannt.

## Privates
Rhodes war seit 1966 mit dem französisch-italienischen Dirigenten Roberto Benzi verheiratet. Rhodes starb am Morgen des 7. Mai 2011 im Hôpital américain de Paris in Neuilly-sur-Seine; dort war Rhodes zuvor zwei Wochen lang wegen neurologischer Erkrankungen behandelt worden.

## Stimme und Tondokumente
Rhodes’ Stimme, stets zwischen den Stimmlagen Sopran und Mezzosopran changierend, erlaubte es ihr, sowohl das Dramatische Sopranfach als auch Rollen für Mezzosopran zu interpretieren. Neben Tosca und Salome interpretierte Rhodes parallel auch Carmen, Prinzessin Eboli oder Judith in Herzog Blaubarts Burg. Neben ihrer überzeugenden stimmlichen Interpretation wurden in Kritiken auch immer wieder Rhodes’ schauspielerisches Potential, ihre Darstellung und ihre attraktive Bühnenerscheinung hervorgehoben, die sie insbesondere für die Titelrolle in Carmen prädestinierte.
Die Stimme von Jane Rhodes ist auf zahlreichen Tondokumenten überliefert. In der ersten Schallplattenaufnahme der Oper Der feurige Engel, einem Mitschnitt der konzertanten Uraufführung von 1954 unter der musikalischen Leitung von Charles Bruck, der 1957 bei der französischen Schallplattenfirma Véga veröffentlicht wurde, sang sie die Renata. Rhodes verkörperte darin eine „ausgezeichnete Renata, die vollständig in ihrer Rolle aufgeht, bis hin zur Ekstase in ihrer Verdammungsszene“. In der Opernzeitschrift Orpheus schrieb Geerd Heinsen 1996 über ihre Interpretation: „Jane Rhodes bleibt als halluzinierende Renata ein erschütterndes Erlebnis“. Der Rundfunkmitschnitt der Uraufführung von Radio France (1954, Théâtre des Champs-Élysées), in dem Jane Rhodes „mit weitem, sich verzehrendem Sopran und elektrischem Engagement als hysterische Helena“ zu hören ist, wurde später bei dem französischen Label Accord auf CD wiederveröffentlicht.
Bei der Schallplattenfirma Véga entstand 1960 eine Gesamtaufnahme der Oper Tosca mit Rhodes in der Titelpartie. Insbesondere das französische Repertoire von Rhodes ist auf Schallplatten dokumentiert. Es existieren unter anderem Gesamtaufnahmen der Opern Mignon, Mirelle von Charles Gounod und Le roi d’Ys und Édouard Lalo, sowie Querschnitte der Opern Carmen (mit Roberto Benzi als Dirigent), und La Juive (mit Rhodes als Rachel). Im Bereich der Operette wurden Gesamtaufnahmen von Die schöne Helena (Titelpartie) und Orpheus in der Unterwelt (Rhodes als Öffentliche Meinung) veröffentlicht. Rhodes spielte auch Solo-Recitals mit Opern-Arien und mit Melodien von Jacques Offenbach ein. Es existieren außerdem Live-Mitschnitte von Liederabenden.